# Akiko Kurabayashi

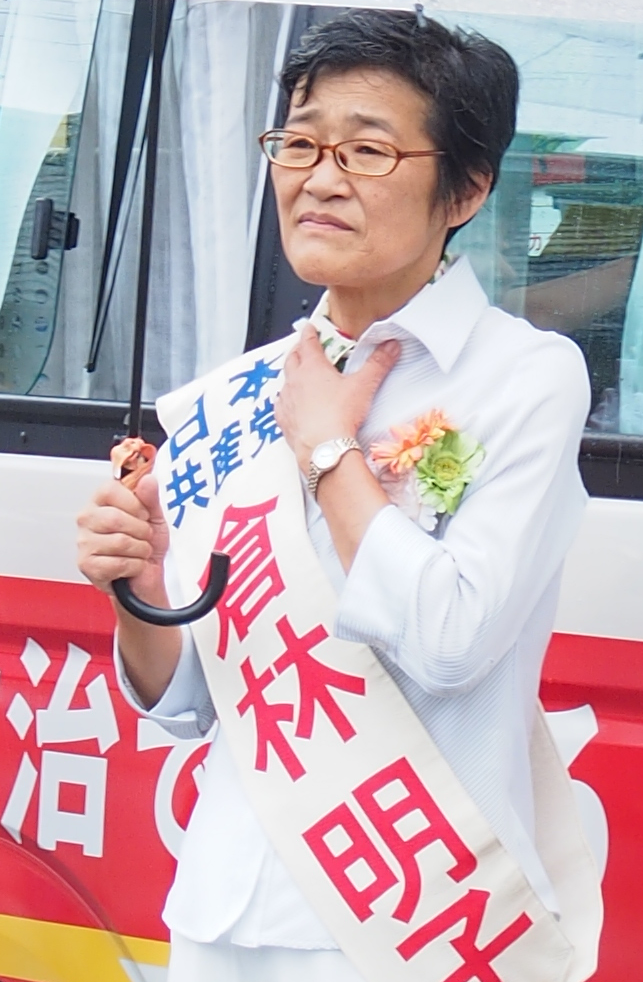
Akiko Kurabayashi (2019)

Akiko Kurabayashi (japanisch: 倉林 明子; * 3. Dezember 1960 in Nishiaizu, Präfektur Fukushima) ist eine japanische Politikerin und Mitglied der Kommunistischen Partei Japans.

## Leben
Kurabayashi wurde 1960 in einer Bauernfamilie geboren, besuchte die Oberschule Kitakata und absolvierte 1982 ein Studium an der Krankenpflegeschule in Kyoto. Danach arbeitete sie 11 Jahre lang als Krankenschwester und war zudem stark in der Arbeiterbewegung involviert.
1994 wurde sie in das Präfekturparlament Kyōto, 1995 in die Versammlung der Stadt Kyoto gewählt. Seit 2013 gehört sie als Abgeordnete für Kyōto im Senat dem japanischen Parlament an.